# Istanbul Cup 2018
Istanbul Cup 2018, oficiálně se jménem sponzora TEB BNP Paribas Istanbul Cup 2018, byl tenisový turnaj pořádaný jako součást ženského okruhu WTA Tour, který se odehrával na otevřených antukových dvorcích městského areálu. Konal se mezi 23. až 29. dubnem 2018 v turecké metropoli Istanbulu jako jedenáctý ročník turnaje.
Turnaj s rozpočtem 250 000 dolarů patřil do kategorie WTA International Tournaments. Nejvýše nasazenou hráčkou ve dvouhře se stala světová dvojka Caroline Wozniacká z Dánska. Jako poslední přímá účastnice do dvouhry nastoupila francouzská 94. hráčka žebříčku Pauline Parmentierová.
Po deseti letech čekání na titul z okruhu WTA Tour třetí singlovou trofej získala Francouzka Pauline Parmentierová z druhé světové stovky. Premiérovou společnou trofej ze čtyřher na okruhu si odvezla čínská dvojice Liang Čchen a Čang Šuaj.

## Distribuce bodů a finančních odměn

### Distribuce bodů
| Soutěž  | vítězky | finalistky | semifinalistky | čtvrtfinalistky | 16 v kole | 32 v kole | Q  | Q3 | Q2 | Q1 |
| ------- | ------- | ---------- | -------------- | --------------- | --------- | --------- | -- | -- | -- | -- |
| dvouhra | 280     | 180        | 110            | 60              | 30        | 1         | 18 | 14 | 10 | 1  |
| čtyřhra | 280     | 180        | 110            | 60              | 1         | —         | —  | —  | —  | —  |

### Finanční odměny
| Soutěž                                | vítězky | finalistky | semifinalistky | čtvrtfinalistky | 16 v kole | 32 v kole | Q2     | Q1   |
| ------------------------------------- | ------- | ---------- | -------------- | --------------- | --------- | --------- | ------ | ---- |
| dvouhra                               | $43 000 | $21 400    | $11 500        | $6 175          | $3 400    | $2 100    | $1 020 | $600 |
| čtyřhra                               | $12 300 | $6 400     | $3 435         | $1 820          | $960      | —         | —      | —    |
| částky ve čtyřhře jsou uváděny na pár |         |            |                |                 |           |           |        |      |

## Ženská dvouhra

### Nasazení
| Stát                          | Hráčka                | WTA | Nasazení |
| ----------------------------- | --------------------- | --- | -------- |
| Dánsko                        | Caroline Wozniacká    | 2.  | 1.       |
| Rusko                         | Světlana Kuzněcovová  | 28. | 2.       |
| Polsko                        | Agnieszka Radwańská   | 29. | 3.       |
| Čína                          | Čang Šuaj             | 30. | 4.       |
| Rusko                         | Jekatěrina Makarovová | 32. | 5.       |
| Rumunsko                      | Sorana Cîrsteaová     | 34. | 6.       |
| Rumunsko                      | Irina-Camelia Beguová | 38. | 7.       |
| Bělorusko                     | Aryna Sabalenková     | 47. | 8.       |
| Žebříček WTA k 16. dubnu 2018 |                       |     |          |

### Jiné formy účasti
Následující hráčky obdržely divokou kartu do hlavní soutěže:
- Ayla Aksuová
- Çağla Büyükakçay
- İpek Özová

Následující hráčky postoupily z kvalifikace:
- Valentyna Ivachněnková
- Dalila Jakupovićová
- Anna Kalinská
- Danka Kovinićová
- Arantxa Rusová
- Viktorija Tomovová

### Odhlášení
před zahájením turnaje
- Beatriz Haddad Maiová → nahradila ji  Christina McHaleová
- Kateryna Kozlovová → nahradila ji   Ajla Tomljanovićová
- Tatjana Mariová → nahradila ji  Sara Erraniová
- Naomi Ósakaová → nahradila ji  Polona Hercogová

### Skrečování
- Kateryna Bondarenková
- Agnieszka Radwańská
- Caroline Wozniacká

## Ženská čtyřhra

### Nasazení
| Stát                                                                       | Hráčka                | Stát               | Hráčka               | WTA  | Nasazení |
| -------------------------------------------------------------------------- | --------------------- | ------------------ | -------------------- | ---- | -------- |
| Ukrajina                                                                   | Kateryna Bondarenková | Srbsko             | Aleksandra Krunićová | 109. | 1.       |
| Nizozemsko                                                                 | Bibiane Schoofsová    | Česko              | Renata Voráčová      | 123. | 2.       |
| Švýcarsko                                                                  | Xenia Knollová        | Spojené království | Anna Smithová        | 123. | 3.       |
| Slovinsko                                                                  | Dalila Jakupovićová   | Rusko              | Irina Chromačovová   | 123. | 4.       |
| Žebříček WTA k 16. dubnu 2018; číslo je součtem umístění obou členek páru. |                       |                    |                      |      |          |

### Jiné formy účasti
Následující páry obdržely divokou kartu do hlavní soutěže:
- Ayla Aksuová /  Harriet Dartová
- İpek Özová /  Melis Sezerová

### Odhlášení
pv průběhu turnaje
- Kateryna Bondarenková

## Přehled finále

### Ženská dvouhra
- Pauline Parmentierová vs.  Polona Hercogová, 6–4, 3–6, 6–3

### Ženská čtyřhra
- Liang Čchen /  Čang Šuaj vs.  Xenia Knollová /  Anna Smithová, 6–4, 6–4